# Nasenfrösche (Familie)

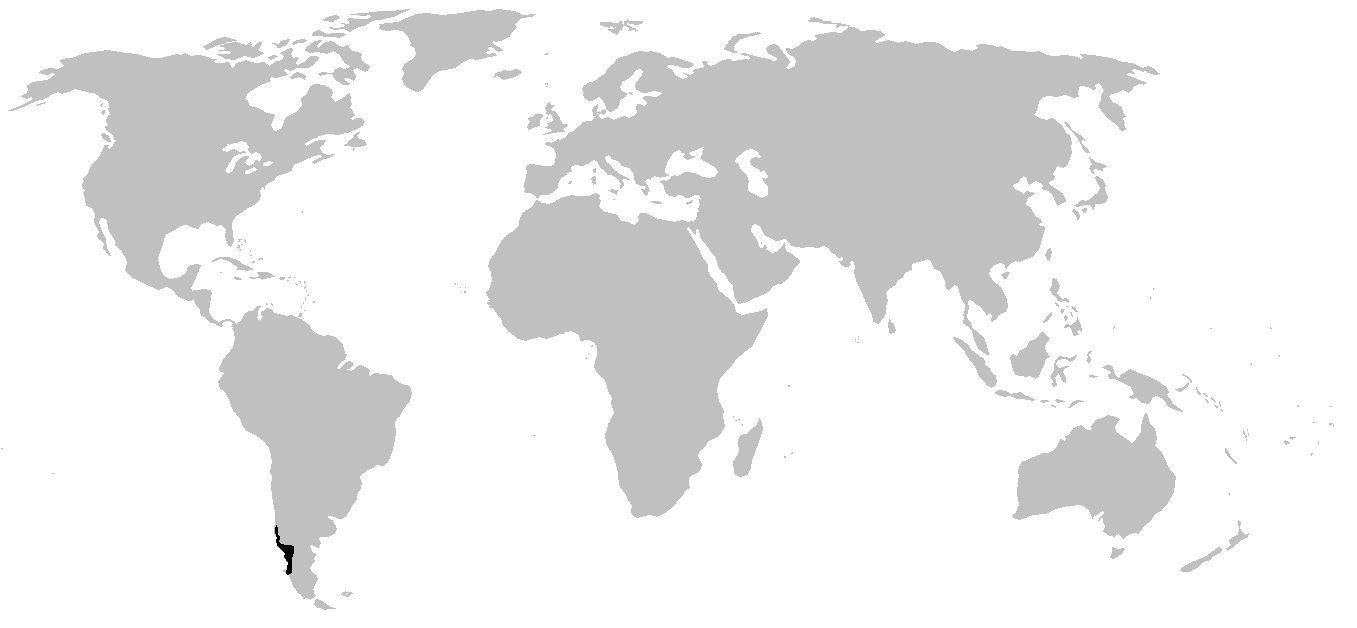
Verbreitung der Nasenfrösche

Die Nasenfrösche im weiteren Sinn (Rhinodermatidae) sind eine Familie aus der Ordnung der Froschlurche (Anura). Diese umfasst neben den beiden Arten der Eigentlichen Nasenfrösche oder Darwinfrösche (Rhinoderma darwinii und Rhinoderma rufum) nur noch die monotypische Gattung Insuetophrynus mit der einzigen Art Insuetophrynus acarpicus. Alle Arten kommen im südlichen Chile vor, das Verbreitungsgebiet von Rhinoderma darwinii erstreckt sich auch bis ins südliche Argentinien.

## Merkmale
Albert Günther charakterisierte die schon im Jahr 1850 von Bonaparte aufgestellte Familie Rhinodermatidae durch die Kombination einer Reihe von Merkmalen. Die Gaumenzähne fehlen bei den Arten dieser Gruppe. Die Querfortsätze des Sakralwirbels sind verbreitert. Die Finger und Zehen sind vorne nicht verbreitert und haben runde, spitz zulaufende Endglieder. Die Zehen sind durch deutliche Schwimmhäute verbunden, an den Fingern sind die Schwimmhäute weniger deutlich ausgebildet. Das Brustbein (Sternum) von Insuetophrynus acarpicus ist wesentlich kleiner als jenes der beiden anderen Rhinoderma-Arten, der Schultergürtel ist verwachsen (firmisternal).
Neben den osteologischen Merkmalen war die Brutbiologie der Gattung Rhinoderma ausschlaggebend für die Etablierung als eigene Familie. Die Rhinoderma-Arten sind die einzigen Maulbrüter unter den Lurchen.
Außerdem wurden molekularbiologische Untersuchungen und die vergleichende Anatomie der Larvenstadien zur Rekonstruktion der Stammesgeschichte herangezogen.

## Arten
Die Familie umfasst zwei Gattungen mit insgesamt drei Arten:
- Gattung Insuetophrynus
  - Insuetophrynus acarpicus Barrio, 1970
- Gattung Darwinfrösche oder Eigentliche Nasenfrösche (Rhinoderma)
  - Rhinoderma darwinii Duméril & Bibron, 1841
  - Rhinoderma rufum (Philippi, 1902)

## Verbreitungsgebiet
Rhinoderma darwinii kommt in Chile zwischen den Provinzen Concepción und Palena vor, in Argentinien von der Provinz Neuquén bis zur Provinz Río Negro. Die Art bevorzugt Nothofagus-Wälder bis in Höhen von 1100 Metern als Lebensraum. Die bisher bekannten Populationen erlitten in den letzten Jahrzehnten einen drastischen Rückgang. Als Gründe dafür werden Veränderungen in ihrem Habitat, vor allem forstliche Maßnahmen wie Kahlschlag und Aufforstung mit Nadelgehölzen in Betracht gezogen.
Das Verbreitungsgebiet von Rhinoderma rufum liegt in Chile zwischen den Städten Curicó und Arauco. Die Art ist jedoch seit etwa 1978 nicht mehr sicher nachgewiesen worden und möglicherweise ausgestorben. Ihr Status wird von der IUCN als „vom Aussterben bedroht“ (critically endangered) klassifiziert. Die genauen Ursachen ihres Verschwindens sind ungeklärt. Rhinoderma rufum lebt in der Laubstreu von Mischwäldern der gemäßigten Zone.
Auch Insuetophrynus acarpicus wird von der IUCN als „vom Aussterben bedroht“ klassifiziert. Die Art wurde bisher nur in der Nähe der Typuslokalität in der chilenischen Provinz Valdivia gefunden. Sie lebt dort in Bächen in einer Seehöhe von 50 bis 200 Metern.

## Lebensweise
Nasenfrösche der Gattung Rhinoderma zeichnen sich durch ein besonderes Brutpflegeverhalten aus.
Die Weibchen legen ihre Eier in die Laubstreu, wo sie von den Männchen befruchtet werden. Sobald sich die ersten Larven in den Eiern bewegen, nehmen die Männchen die befruchteten Eier in ihr Maul, wo die Kaulquappen schlüpfen. Rhinoderma rufum behält die Larven rund zwei Wochen im Kehlsack und transportiert sie dann zu einem geeigneten Gewässer, wo sie sich weiterentwickeln. Im Fall des Darwin-Nasenfrosches (Rhinoderma darwinii) erfolgt die gesamte Larvenentwicklung bis zur Metamorphose im Kehlsack des Männchens. Die Ernährung des Nachwuchses erfolgt durch ein zähflüssiges Sekret, das im Kehlsack des Männchens gebildet wird, dieses wird über die Haut der Larven aufgenommen. Bei Insuetophrynus acarpicus entwickeln sich die frei schwimmenden Kaulquappen in den Bächen, in die der Laich abgelegt wird.